# روبرت إل. ديفاني
روبرت إل. ديفاني (بالإنجليزية: Robert Devaney)‏ هو أستاذ جامعي ورياضياتي أمريكي، ولد في 9 أبريل 1948 في لورانس في الولايات المتحدة.

## وصلات خارجية
- الموقع الرسمي